# Petar Chubtschew
Petar Kantschew Chubtschew (bulgarisch Петър Кънчев Хубчев, wiss. Transliteration Petăr Kănčev Chubčev; * 26. Februar 1964 in Glojene, Oblast Lowetsch) ist ein ehemaliger bulgarischer Fußballspieler und -trainer. Als Spieler war er Teil der bulgarischen Nationalmannschaft, die das Halbfinale bei der WM 1994 erreichte und an der EM 1996 teilnahm.

## Laufbahn
Chubtschew begann seine Karriere als Innenverteidiger bei Osam Lowetsch (heute Litex Lowetsch). Er wurde ins Nationalteam berufen, während er noch in der zweiten bulgarischen Liga (B Grupa) spielte. Nach 248 Spielen für Osam wurde er 1989 von Lewski Sofia unter Vertrag genommen. Er blieb bis 1994 in Sofia, wo er zwei Meisterschaften und zwei Pokalsiege feiern konnte. Im Jahre 1992 wurde Petar Chubtschew Zweiter bei der Wahl um Bulgariens Fußballer des Jahres hinter Emil Kostadinow.
Nach dem Erfolg der Bulgaren bei der WM 1994 wechselte er zum Hamburger SV, wo er Kapitän wurde. 1997 ging er zu Eintracht Frankfurt, wo er im Alter von 38 Jahren seine Karriere nach 128 Bundesligaspielen mit zwei Toren und 44 Zweitligaspielen mit zwei Toren beendete.
2002 wurde Petar Chubtschew unter Trainer Plamen Markow Assistenztrainer des bulgarischen Nationalteams und schaffte die Qualifikation für die Euro 2004. Anschließend blieb er auch unter dem neuen Trainer Christo Stoitschkow Assistent und arbeitete 2005 kurz als Cheftrainer bei Slawia Sofia, löste seinen Vertrag allerdings nach der Hinrunde auf. Ab Januar 2006 bis Dezember 2007 war er bei Eintracht Frankfurt U-23-Cheftrainer. Im ersten Jahr rettete er die U-23 vor dem Abstieg und schaffte es im folgenden Jahr die Mannschaft auf einem Aufstiegsplatz für die neue Regionalliga zu platzieren. Anschließend unterschrieb er bei der zweiten Mannschaft des VfL Wolfsburg. Dort verpflichtete ihn der damalige Sportdirektor und Trainer Felix Magath, der bereits beim Hamburger SV und bei Eintracht Frankfurt sein Trainer war. Im Sommer 2008 wurde er allerdings in Wolfsburg seiner Aufgaben enthoben und mit einem neuen Aufgabenfeld als Scout betraut.
In der Periode von 2009 bis 2011 war Chubtschew Trainer des bulgarischen Zweitligisten Tschernomorez Pomorie. In dieser Zeit konnte er mit dem Team das Pokalfinale (2010) und den Aufstieg in die erste bulgarische Fußballliga (A Grupa; Saison 2010/11) als Erfolge vorweisen. Zum Saisonanfang 2011/12 übernahm er den Trainerposten bei Botew Plowdiw. Im Frühjahr 2012 wurde Chubtschew Sportdirektor des PFC Beroe Stara Sagora. Im Oktober desselben Jahres übernahm er zusätzlich den Trainerposten bei Beroe Stara Sagora und gewann im Mai 2013 den bulgarischen Pokal im Finale gegen Lewski Sofia. Im Juli konnte er zusätzlich den bulgarischen Super-Cup gegen den bulgarischen Meister Ludogorez Rasgrad gewinnen.
Von 2016 bis 2019 war er Trainer der Bulgarischen Fußballnationalmannschaft.

## Erfolge
Erfolge als Spieler:
- 2× Bulgarischer Meister mit Lewski Sofia (1992/93, 1993/94)
- 2× Bulgarischer Pokalsieger mit Lewski Sofia (1991, 1992)
- 4. Platz mit Bulgarien bei der WM 1994 in den USA
- EM-Teilnehmer mit Bulgarien 1996 in England
- 2. Platz bei der Wahl um Bulgariens Fußballer des Jahres 1992

Erfolge als Trainer:
- Aufstieg in die neue Regionalliga mit Eintracht Frankfurt U-23 (Saison 2006/07)
- Pokalfinale mit Tschernomorez Pomorie 2010
- Aufstieg mit Tschernomorez Pomorie (Saison 2010/11)
- Pokalsieger mit Beroe Stara Sagora (Saison 2012/13)
- Supercupsieger mit Beroe Stara Sagora (2013)

Petar Chubtschew wurde in Lovetsch zum besten Fußballer des Jahrhunderts gekürt.
Chubtschew ist aufgrund seiner großen Verdienste im bulgarischen Fußball Ehrenbürger der Städte Lovetsch und Stara Sagora.